# Halleluja!
Halleluja! is een komische Vlaamse televisieserie. De eerste reeks werd uitgezonden vanaf 21 januari 2005 op één. De reeks is gebaseerd op een Deens format. De belangrijkste verandering was dat in de Vlaamse reeks ook beelden getoond werden van Sint-Pieter in de hemel.
De opnames van reeks 1 vonden plaats in 2004, die van reeks 2 in 2006. Dat wil zeggen dat het twee jaar duurde vooraleer de tweede reeks op het scherm kwam.
Vanaf 1 september 2008 kwam de tweede reeks op het scherm, enkele maanden na de dood van Bert André, die de rol van Sint-Pieter speelde.

## Verhaal
Sint-Pieter stuurt de jonge engel Gabriël naar de aarde om er de beschermengel te worden van Amanda, een jonge vrouw. Amanda heeft 2 kinderen, Lotte en Elias, en is alleenstaande. Haar zus Sofie is een echte mannenverslindster. Gabriël heeft een boontje voor Amanda, net als Helmut (de duivel in hoogsteigen persoon). Vanuit de hemel probeert Sint-Pieter (Petrus) Gabriël te begeleiden. Gabriël heeft het echter niet gemakkelijk op aarde: hij krijgt gevoelens te verwerken die hij nog nooit eerder voelde en maakt kennis met de typisch aardse zaken, zoals verliefdheid, jaloersheid, woede en verdriet.

## Rolverdeling

### Hoofdrollen
- Gregory Caers - Engel Gabriël
- Hilde De Baerdemaeker - Amanda
- Jits Van Belle - Sofie
- Mathias Sercu - Duivel Helmut
- Yorick De Vetter - Elias
- Kris Bakeland - Lotte
- Bert André - Sint-Pieter

### Gastrollen
- Peter Thyssen - Dieter
- Mathilde Strijdonk - Emma
- Adriaan Van den Hoof - Ignace
- Warre Borgmans - Valentijn

## Afleveringen

### Seizoen 1 (2005)
- 001 De opdracht
- 002 Het geheim
- 003 Seks
- 004 Valentijn
- 005 Geluk
- 006 De romance
- 007 De natte droomjob
- 008 Dieter!

### Seizoen 2 (2008)
- 009 Terug?
- 010 Vader
- 011 Moeder
- 012 Sisters only
- 013 Ziek
- 014 Verantwoordelijkheid
- 015 Blind date
- 016 Changez

## Trivia
De outro van elke aflevering was Natalia's versie van Alright, Okay, You Win uit haar album Back for more.